# (5070) Arai
(5070) Arai es un asteroide perteneciente al cinturón de asteroides descubierto por Seiji Ueda y el astrónomo Hiroshi Kaneda el 9 de diciembre de 1991 desde el Kushiro Marsh Observatory.

## Designación y nombre
Designado provisionalmente como 1991 XT. Fue nombrado "Arai" en honor a Ikunosuke Arai (1836 - 1909), primer director del Observatorio Central Meteorológico. En sus días, contribuyó a la Triangulación de Hokkaido. En 1887 observó el total eclipse en Sanjo, Niigata y pudo fotografiar correctamente el evento.

## Características orbitales
Arai está situado a una distancia media de 3,107 ua, pudiendo alejarse un máximo de 3,313 ua y acercarse un máximo de 2,900 ua. Tiene una excentricidad de 0,066.

## Características físicas
Este asteroide tiene una magnitud absoluta de 11,6. Tiene un diámetro de 28,47 km y su albedo se estima en 0,0792.